# Les Favorites
Les Favorites ist ein deutsches Barockorchester. 
Im Ensemble wirken ausgewiesene Barock-Spezialisten mit, unter anderem Veronika Skuplik (Violine) und Reinhold Friedrich (Trompete). Das Orchester wird geleitet von Holger Speck. Es unterstützt das Vocalensemble Rastatt instrumental, tritt aber auch selbständig in Erscheinung.
Namensgeber der Formation ist das Schloss Favorite in Rastatt-Förch, das sich die Markgräfin Augusta Sybilla von Baden ab 1710 errichten ließ, und dessen Architektur den Musikern bei ihren Interpretationen als Vorbild dient. 

## Diskografie
- Dietrich Buxtehude: In dulci jubilo (Speck, Vocalensemble Rastatt, Les Favorites). Carus (2003)
- Camille Saint-Saëns: Weihnachtsoratorium Op. 12 & Kleinere Kirchenwerke (Speck, Vocalensemble Rastatt, Les Favorites). Carus (2006)
- Georg Friedrich Händel: Israel in Egypt (Speck, Vocalensemble Rastatt, Les Favorites). Carus (2009)